# Breathing Room
Breathing Room è un film horror prodotto negli Stati Uniti nel 2008 scritto e diretto da  John Suits e Gabriel Cowan.

## Trama
(Giocatore Sei)
Tonya Mane si risveglia completamente nuda e con un collare elettrico al collo, in una stanza dove è presente un cadavere. Varcata una porta, scopre di trovarsi in un padiglione insieme ad altre tredici persone completamente spaventate. Scopre che tutti in realtà sono stati scelti per giocare a un gioco che cambierà radicalmente le loro vite e che dovranno seguire diverse regole. Mettendosi la tuta del gioco con inciso il numero quattordici, scopre che al suo interno c'è una foto che la ritrae, una chiave a metà e una registrazione per lei che dice che il "quattordici è un giocatore molto importante", che solo chi non ha il collare può non seguire le regole e che sarebbe meglio se la giovane tenesse per sé i suoi segreti. Uscita fuori, assiste alla discussione tra i membri del gruppo e alla morte del numero due, ucciso con un elettroshock per non aver rispettato le regole.
Lee e il giocatore dieci fanno svariate domande a Tonya, ma la ragazza nega di aver trovato qualche registrazione. Fa poi conoscenza con lo stravagante Harry, la gentile Rothie e l'irascibile giocatrice nove. Dopo che un altoparlante rivela a tutti che il gioco inizierà tra meno di un'ora, Tonya si chiede cosa c'è all'interno di una scatola chiusa presente nella stanza, su cui c'è scritto "Pezzi", mentre Lee ha in mano un biglietto con scritto "metti insieme i pezzi" e la giocatrice nove ne trova uno con scritto "il giocatore cinque (Harry) non dice la verità". Passata un'ora, appare l'ologramma di un uomo che annuncia la morte dei giocatori due, sette e dodici (le ultime due avvenute prima dell'inizio del film) e che ci può essere solo un vincitore che avrà come premio la vita, mentre tutti gli altri moriranno.
Sotto consiglio di Lee, i giocatori si conoscono l'un l'altro: tra di loro vi sono presenti insegnanti, spacciatori e imprenditori, mentre Tanya dice di essere una studentessa di psicologia e racconta del divorzio dei suoi genitori. Le luci si spengono all'improvviso e un altoparlante rivela che è iniziata "l'ora del coprifuoco". Riaccese le luci, su un banco c'è un nuovo indizio con scritto "Pazienza". Si scopre poi che una misteriosa entità è entrata nella stanza e ha ucciso la giocatrice numero nove. Il giocatore sei rivela a tutti di avere la chiave che apre la scatola e scopre che al suo interno c'è una pistola senza alcun proiettile. Harry trova un biglietto con scritto "Il quattordici è la chiave" e lo tiene segreto a tutti come il precedente indizio che ha ricevuto: "Confusione". Anche il giocatore dieci tiene segreto il fatto che ha un proiettile della pistola all'interno della sua tuta. L'inizio di un altro coprifuoco causerà la morte di Rothie, e chiunque stia dietro le quinte da un nuovo indizio ai giocatori: "Terrorizzatelo".
Lee scopre che in una fessura nascosta del martello con cui è stata uccisa Rothie si nasconde un siero. Grazie all'aiuto di Henry, scopre che dentro allo specchio del bagno si nasconde una scatola con scritto "Serial" e all'interno vi si trova metà chiave e un biglietto nel quale viene affermato che tra i giocatori si nascondono un assassino, uno stupratore e un pedofilo. I giocatori si incolpano l'un l'altro di essere uno dei tre del biglietto fino a quando appare di nuovo l'ologramma dell'uomo che sembra dirigere tutto. Il giocatore dieci ha trasgredito le regole vedendo la bottiglia di vodka che ha trovato sei insieme alla pistola, e per tentare di salvarsi dovrà affrontare una sfida speciale: entro un minuto dovrà uccidere un altro giocatore, altrimenti sua nipote verrà uccisa. Dieci vuole uccidere la giocatrice numero tre, che sembra essere il pedofilo di cui parlava il biglietto, ma non ci riesce e si suicida.
Tonya rivela a Lee della registrazione che ha ricevuto e della metà chiave che sembra essere compatibile con l'altra metà che ha lui. Unite, le chiavi combaciano completamente. Il numero tre muore misteriosamente, al che il sesto giocatore accusa il numero uno di essere l'assassino, e lo intrappola facendolo colpire a morte quando inizia il coprifuoco. Un biglietto avvisa poi i giocatori che nonostante la morte di uno e tre, l'assassino e lo stupratore sono rimasti ancora in vita. Lee rivela a tutti della registrazione e della chiave, che serve a liberare un giocatore dal collare, rendendolo immune alle regole. Grazie a una telecamera rotta in precedenza, i rimasti provano la chiave sul proprio collare, ma essa non funziona su nessuno. Il numero sei si scontra con il tredici, ma quest'ultimo muore misteriosamente, e si scopre che la sua morte, come quella della terza giocatrice, è dovuta allo stesso veleno che Lee ha trovato dentro al martello.
La giocatrice numero undici è la prossima a morire. Dopo l'ennesimo coprifuoco, appare nella stanza il giocatore numero zero, Robert. I ragazzi fanno provare la chiave al nuovo giocatore, scoprendo che il suo collare è quello giusto. Libero dal collare, Zero/Robert varca la porta con scritto "non attraversare", ma non trova alcuna uscita, solo un pacco regalo pieno di proiettili e il biglietto "Avete fatto colpo". Unendo la polvere da sparo a delle pallottole, i ragazzi riescono a far esplodere il muro. Robert però torna indietro perché scopre qualcosa di a dir poco orribile, ma quando tenta di rivelarlo ai ragazzi, muore per via dell'entità misteriosa del coprifuoco. Muoiono anche il giocatore Sei ed Henry, mentre Lee verrà ferito. Tonya lo bacia, per poi affondare il frammento di un vetro nel suo addome: è infatti una degli artefici del gioco, che cerca di studiare la psicologia degli umani di fronte al pericolo. In realtà il collare non funziona e può essere semplicemente smontato. La morte del numero due è stata una farsa, visto che anche lui è un aiutante della ragazza. Uscita fuori dalla stanza, Tonya si appresta ad entrare in un'altra stanza, pronta a ripetere il gioco.